# Austrolimnophila (Austrolimnophila) percincta
Austrolimnophila (Austrolimnophila) percincta is een tweevleugelige uit de familie steltmuggen (Limoniidae). De soort komt voor in het Afrotropisch gebied.